# Saint-Georges (Gers)
Saint-Georges (gaskognisch: Sent Jòrdi) ist eine französische Gemeinde mit 195 Einwohnern (Stand 1. Januar 2022) im Département Gers in der Region Okzitanien (bis 2015 Midi-Pyrénées); sie gehört zum Arrondissement Condom und zum Gemeindeverband Bastides de Lomagne. Die Bewohner nennen sich Saint-Georgeois/Saint-Georgeoises.
Saint-Georges ist umgeben von den Nachbargemeinden Sarrant im Norden, Sainte-Anne im Nordosten und Osten, Cologne im Südosten, Sirac und Saint-Orens im Süden, Mauvezin im Westen sowie Labrihe im Nordwesten.

## Bevölkerungsentwicklung
| Jahr                       | 1793 | 1841 | 1962 | 1968 | 1975 | 1982 | 1990 | 1999 | 2006 | 2011 | 2016 |
| Einwohner                  | 638  | 802  | 236  | 195  | 180  | 162  | 181  | 154  | 165  | 176  | 180  |
| Quellen: Cassini und INSEE |      |      |      |      |      |      |      |      |      |      |      |